# Nannolaimoides effilatus
Nannolaimoides effilatus is een rondwormensoort uit de familie van de Cyatholaimidae. De wetenschappelijke naam van de soort is voor het eerst geldig gepubliceerd in 1976 door Boucher.